# Sphagnum magellanicum
Sphagnum magellanicum Brid. è una specie di muschio della famiglia Sphagnaceae. Si trova generalmente in torbiere acide. La specie è presente nelle zone circumpolari e in tutta l'Europa centrale.
Il nome della specie deriva dalla zona in cui fu per prima identificata, nei pressi dello Stretto di Magellano.